# Thomas Fenselau
Thomas Fenselau (* 15. April 1965) ist ein deutscher Sportbowler im Behindertensport.
Thomas Fenselau ist gehörlos und spielt Bowling beim Berliner GSV. Bei den Sommer-Deaflympics 2017 in Samsun holte er im Fünfer-Team die Gold-Medaille. Er ist Träger des silbernen Lorbeerblatts, welches ihm im Jahr 2017 verliehen wurde.